# Austin Hobart Clark
Austin Hobart Clark (Wellesley (Massachusetts), 17 december 1880 - Washington D.C., 28 oktober 1954) was een Amerikaans zoöloog. Hij was actief op diverse terreinen van de (biologische) wetenschap, waaronder oceanografie, mariene biologie, ornithologie en entomologie. Hij was wereldspecialist op het gebied van stekelhuidigen, en met name zeelelies.

## Leven
Austin Hobart Clark werd geboren in Wellesley, Massachusetts, als zoon van de architect Theodore Minot Clark en zijn uit Frankrijk afkomstige echtgenote Jeannette. In 1903 behaalde hij zijn bachelordiploma aan Harvard University. Op 6 mei 1906 huwde hij met Mary Wendell Upham, met wie hij vijf kinderen kreeg. Mary overleed in december 1931. Clark hertrouwde in 1933 met Leila Gay Forbes.

## Werk
In 1901 organiseerde Clark een wetenschappelijke expeditie naar Isla Margarita in Venezuela. Van 1903 tot 1905 was hij onderzoeksleider op de Antillen. Van 1906 tot 1907 leidde hij een onderzoeksteam op de USS Albatross, een schip van het U.S. Bureau of Fisheries, dat met name werd ingezet voor diepzee-exploratie. In 1908 accepteerde hij een aanstelling bij het National Museum of Natural History in Washington D.C., die hij tot aan zijn pensioen in 1950 hield.
Clark bekleedde functies bij gerenommeerde wetenschapsgezelschappen. Hij was voorzitter van de Entomological Society of Washington, en vicevoorzitter van de American Geophysical Union. Ook gaf hij leiding aan de persvoorlichtingsdienst van de American Association for the Advancement of Science.
Clark was (co-)auteur van meer dan 600 publicaties, merendeels revisies van al eerder beschreven diergroepen of beschrijvingen van nieuwe soorten, geslachten of hogere taxa. Een van zijn bekendste algemene werken is The New Evolution (1930). Samen met zijn tweede echtgenote schreef hij The Butterflies of Virginia (1951).
Honderden soorten, geslachten en hogere taxa kregen hun wetenschappelijke naam van Clark. Daaronder Ara guadeloupensis (1905), Amazona martinicana (1905; inmiddels uitgestorven), de Regenboogparkiet (Psephotellus varius, 1910), het garnalengeslacht Laomenes (1919) en de zeester Copidaster lymani (1948).

## Zoögenese
Clark is bij het Engelstalige publiek vooral bekend om zijn aangepaste versie van de evolutietheorie, genaamd "zoögenese". Hij zette zijn ideeën erover uiteen in het boek The new evolution: zoogenesis (1930). Met zijn theorie bestreed hij het idee van één enkele stamboom voor al het leven. Volgens Clark ontstonden de belangrijkste vormen van leven op Aarde los en onafhankelijk van elkaar.

## Publicaties
algemene werken
| 1890. | met F.O. Morris. A history of British butterflies. 6th edition, London. doi:10.5962/bhl.title.15910 |
| 1925. | Animals of land and sea. New York. doi:10.5962/bhl.title.4878                                       |
| 1930. | The new evolution: zoogenesis: 1-297. doi:10.5962/bhl.title.4537                                    |

revisies en publicaties met nieuwe taxa
| 1902. | The birds of Margarita Island, Venezuela. The Auk 22: 258-266. BHL |
| 1905. | The Lesser Antillean Macaws. The Auk 22: 266-273. BHL |
| -     | The West Indian Parrots. The Auk 22: 337-344. BHL |
| 1907. | Eighteen new species and one new genus of birds from Eastern Asia and the Aleutian Islands. (Ptilocrinus pinnatus) from the Pacific Coast, with a note on Bathycrinus. Proceedings of the United States National Museum 32(1539): 467-475. BHL                                                   |
| -     | Two new crinoids from the North Pacific Ocean. Proceedings of the United States National Museum 32(1543): 507-512. BHL |
| -     | A new species of crinoid (Ptilocrinus pinnatus) from the Pacific Coast, with a note on Bathycrinus. Proceedings of the United States National Museum 32(1547): 551-554. BHL |
| -     | On a collection of crinoids of the genus Eudiocrinus from Japan, with description of a new species. Proceedings of the United States National Museum 32(1551): 569-574. BHL |
| -     | Descriptions of new species of recent unstalked crinoids from the North Pacific Ocean. Proceedings of the United States National Museum 33(1559): 69-84. BHL |
| -     | Descriptions of new species of recent unstalked crinoids from the coast of northeastern Asia. Proceedings of the United States National Museum 33(1561): 127-156. BHL |
| 1908. | The crinoid genus Comatula Lamarck; with a note on the Encrinus parrae of Guerin. Proceedings of the United States National Museum 33: 683-688. BHL |
| -     | Descriptions of new species of crinoids, chiefly from the collections made by the U.S. Fisheries steamer "Albatross" at the Hawaiian Islands in 1902; with remarks on the classification of the Comatulida. Proceedings of the United States National Museum 34(1608): 209-239. BHL              |
| -     | The nomenclature of the recent crinoids. Proceedings of the United States National Museum 34(1623): 435-542. BHL |
| -     | New genera of unstalked crinoids. Proceedings of the Biological Society of Washington 21: 125-136. BHL |
| -     | Two new crinoid genera. Proceedings of the Biological Society of Washington 21: 149-152. BHL |
| 1909. | On a collection of crinoids from the Zoological Museum of Copenhagen. Videnskabelige Meddelelser fra den naturhistoriske Forening i Kjøbenhavn for Aaret 1909: 115-194 BHL |
| -     | A revision of the crinoid families Thalassometridae and Himerometridae. Proceedings of the Biological Society of Washington 22: 1-22. BHL |
| -     | Comatilia, a remarkable new genus of unstalked crinoids. Proceedings of the United States National Museum 36(1668): 361-367. BHL |
| -     | On a collection of recent crinoids from the Philippine Islands. Proceedings of the United States National Museum 36(1673): 391-410. BHL |
| -     | Revision of the crinoid family Comasteridae, with description of new genera and species. Proceedings of the United States National Museum 36(1685): 493-507. BHL |
| -     | Descriptions of seventeen new species of crinoids. Proceedings of the United States National Museum 36(1691): 633-651. BHL |
| -     | Four new species of the crinoid genus Rhizocrinus. Proceedings of the United States National Museum 36(1693): 673-676. BHL |
| -     | New genera and higher groups of unstalked crinoids. Proceedings of the Biological Society of Washington 22: 173-178. BHL |
| 1910. | Five new species of recent unstalked crinoids. Proceedings of the United States National Museum 37(1697): 29-34. BHL |
| -     | The birds collected and observed during the cruise of the United States Fisheries steamer "Albatross" in the North Pacific Ocean and in the Bering, Okhotsk, Japan, and eastern seas, from April to December 1906. Proceedings of the United States National Museum 38(1727): 25-74. BHL         |
| -     | Report on a collection of birds, made by Pierre Lois Jouy in Korea. Proceedings of the United States National Museum 38(1735): 147-176 BHL |
| -     | A new Australian crinoid. Proceedings of the United States National Museum 38(1743): 275-276. BHL |
| -     | A new European crinoid. Proceedings of the United States National Museum 38(1749): 329-333. BHL |
| -     | Proisocrinus, a new genus of recent crinoids. Proceedings of the United States National Museum 38(1756): 387-390. BHL |
| 1911. | The recent crinoids of Australia. Scientific results of the trawling expedition of H.M.C.S. "Thetis" off the coast of New South Wales, in February and March, 1898. Australian Museum Memoir 4: 705-804. BHL                                                                                     |
| -     | On a collection of unstalked crinoids made by the United States Fisheries steamer "Albatross" in the vicinity of the Philippine Islands. Proceedings of the United States National Museum 39(1798): 529-563. BHL                                                                                 |
| 1912. | The crinoids of the Indian Ocean. Echinoderma of the Indian Museum 7 Crinoidea: 1-325. BHL |
| -     | Descriptions of twenty new recent unstalked crinoids, belonging to the families Antedonidae and Atelecrinidae, from the Dutch East Indies. Notes from the Leyden Museum 34: 129-156. BHL |
| 1915. | A monograph of the existing crinoids. Volume I. The comatulids. Part 1. Bulletin of the United States National Museum 82: 1-406. BHL |
| -     | Die Crinoiden der Antarktis. Deutsche Südpolar-Expedition, 1901-1903 16(2): 101-210. BHL |
| 1916. | Seven new genera of echinoderms. Journal of the Washington Academy of Sciences 6(5): 115-122. BHL |
| -     | A new starfish (Lydiaster americanus) from the Gulf of Mexico. Journal of the Washington Academy of Sciences 6: 141-144. BHL |
| -     | Six new starfishes from the Gulf of California and adjacent waters. Proceedings of the Biological Society of Washington 29: 51-62. BHL |
| 1917. | Four new echinoderms from the West Indies. Proceedings of the Biological Society of Washington 30: 63-70. BHL |
| -     | A revision of the crinoid family Antedonidae, with the diagnoses of nine new genera. Journal of the Washington Academy of Sciences 7: 127-131. BHL |
| -     | A revision of the recent genera of the crinoid family Bourgueticrinidae with the description of a new genus. Journal of the Washington Academy of Sciences 7: 388-392. BHL |
| 1918. | A new genus and species of multibrachiate ophiuran of the family Gorgonocephalidae from the Caribbean Sea. Proceedings of the United States National Museum 54(2257): 637-640. BHL |
| -     | The unstalked crinoids of the Siboga-expedition. Siboga-expeditie 42b: 1-411. BHL |
| -     | A new crinoid from New Zealand, and another from Tasmania. Proceedings of the Biological Society of Washington 31: 41-44. BHL |
| 1921. | A new ophiuran of the genus Ophiopsila from Southern California. Proceedings of the Biological Society of Washington 34: 109-110. BHL |
| -     | A monograph of the existing crinoids. Volume I. The comatulids. Part 2. Bulletin of the United States National Museum 82: 1-795. BHL |
| 1923. | Crinoidea. The Danish Ingolf-Expedition 4B(V): 1-58. BHL |
| 1931. | A monograph of the existing crinoids. Volume I. The comatulids. Part 3. Superfamily Comasterida. Bulletin of the United States National Museum 82: 1-816. BHL |
| 1934. | A new sea-urchin from Florida, Astropyga magnifica sp. nov. Journal of the Washington Academy of Sciences 24(1): 52-53. BHL |
| -     | A new starfish from Puerto Rico. Smithsonian Miscellaneous Collection 91(14): 1-3. BHL |
| 1939. | Echinoderms (other than Holothurians) collected on The Presidental Cruise of 1938. Smithsonian Miscellaneous Collection 98(11): 1-18. BHL |
| -     | Echinoderms of the Smithsonian Hartford Expedition, 1937 with other Wets Indian records. Proceedings of the United States National Museum 86(3056): 441-456. BHL |
| 1941. | A monograph of the existing crinoids. Volume I. The comatulids. Part 4a. Superfamily Mariametrida (except the family Colobometridae). Bulletin of the United States National Museum 82: 1-603. BHL                                                                                               |
| 1945. | A new starfish of the genus Luidia from the coast of Georgia. Journal of the Washington Academy of Sciences 35: 19-21. BHL |
| 1946. | Echinoderms from the Pearl Islands, bay of Panama, with a revision of the Pacific species of the genus Encope. Smithsonian Miscellaneous Collection 106(5): 1-11. BHL |
| 1947. | A monograph of the existing crinoids. Volume I. The comatulids. Part 4b. Superfamily Mariametrida (concluded - the family Colobometridae) and superfamily Tropiometrida (except the families Thalassometridae and Charitometridae). Bulletin of the United States National Museum 82: 1-473. BHL |
| 1948. | Two new starfishes and a new brittle-star from Florida and Alabama. Proceedings of the Biological Society of Washington 61: 55-66. BHL |
| 1949. | Ophiuroidea of the Hawaiian Islands. Bulletin of the Bernice P. Bishop Museum 195: 3-133. |
| 1950. | A monograph of the existing crinoids. Volume I. The comatulids. Part 4c. The families Thalassometridae and Charitometridae. Bulletin of the United States National Museum 82: 1-383. BHL |
| 1954. | met A.M. Clark. A revision of the sea stars of the genus Tethyaster. Smithsonian Miscellaneous Collection 122(11): 1-27. BHL |
| 1967. | met A.M. Clark. A monograph of the existing crinoids. Volume I. The comatulids. Part 5. Suborders Oligophreata (concluded) and Macrophreata. Bulletin of the United States National Museum 82: 1–860. BHL                                                                                        |